# Jonhard Mikkelsen
Jonhard Mikkelsen (født 1953, bor i Vestmanna) er en færøsk forfatter og redaktør. Han er uddannet cand.mag i engelsk og færøsk og har arbejdet ved Færøernes Gymnasium i Hoydalar ved Tórshavn fra 1985 til 1995, fra 1987-1995 var han vejleder i færøsk. Han arbejder nu som lektor ved Færøernes lærerseminar udover at han er direktør for forlaget Sprotin, som han etablerede i 1993. Han er gift med Maibritt, som er sygeplejerske, de har to børn sammen.

### Skrevet og redigeret ordbøger
- 1992 enskt - føroyskt (engelsk - færøsk) sammen med Annfinnur í Skála
- 1998 danskt - føroyskt (dansk - færøsk) sammen med Annfinnur í Skála og Hanne Jacobsen
- 2004 føroyskt - enskt (færøsk - engelsk) sammen med Annfinnur í Skála
- 2007 enskt – føroyskt og føroyskt – enskt (engelsk - færøsk og færøsk - engelsk) nye, større udgaver[7]

### Klargjort bøger til Færøernes Lærerseminar
- 2009 Snarskeið í stavseting
- 2009 Samskifti og fjølmiðlar 1 og 2
- 2010 Málvísindi 1 sammen med Jógvan í Lon Jacobsen
- 2011 Filmgreining sammen med Elin Hentze og Marjun Niclasen
- 2011 Ein ferð inn í føroyskt (2. udgave til Lærerseminaret) sammen med Kári Davidsen
- 2011 Frá víkingatíð til upplýsingartíð saman við Hanne Jacobsen
- 2011 Frá upplýsingartíð til nýbrot sammen med Hanne Jacobsen
- 2011 Tann nýggjast tíðin sammen med Hanne Jacobsen[8]

## Hæder
- 2011 - Modtog Heiðursgáva Landsins 2010 (Færøernes hæderspris), som er en af kulturpriserne fra Færøernes landsstyre, for hans arbejde for færøsk litteratur gennem hans forlag Sprotin.[9]